# Haynes-Apperson
Pour les articles homonymes, voir Haynes.

Phaeton de 1903

Haynes-Apperson Company était un fabricant d'automobiles de l'Ère du laiton (en) à Kokomo, de 1896 à 1905. C'était le premier constructeur automobile de l'Indiana et l'un des premiers aux États-Unis. Elwood Haynes, l'un des fondateurs, a travaillé sur les premiers types d'acier inoxydable et a été l'inventeur du stellite, et bon nombre des premières avancées de la technologie automobile ont été inventées pour la première fois par l'entreprise.

## Histoire

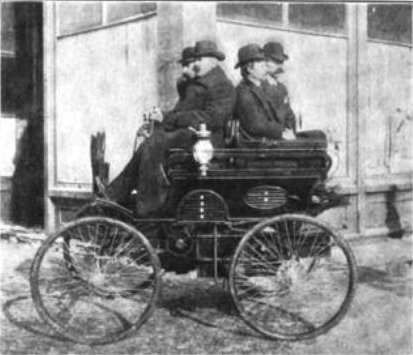
1894 Haynes-Apperson

La société a été fondée par Elwood Haynes et les frères Elmer et Edgar Apperson. En 1894, le trio a construit l'un des premiers véhicules à essence aux États-Unis, à Apperson's Riverside Machine Works. À la fin de cette année-là, ils ont déménagé l'entreprise dans une grande usine où ils ont conçu deux modèles supplémentaires. Ils ont embauché une main-d'œuvre plus importante et ont augmenté le taux de production à deux ou trois nouvelles voitures par an. À partir de là, les affaires ont commencé à exploser : cinq voitures en 1898, trente en 1899, 192 en 1900 et 240 en 1901. L'augmentation de la production a permis à l'usine de rester ouverte 24 heures sur 24, et deux équipes de travailleurs ont été nécessaires pour faire tourner l'usine à pleine capacité.

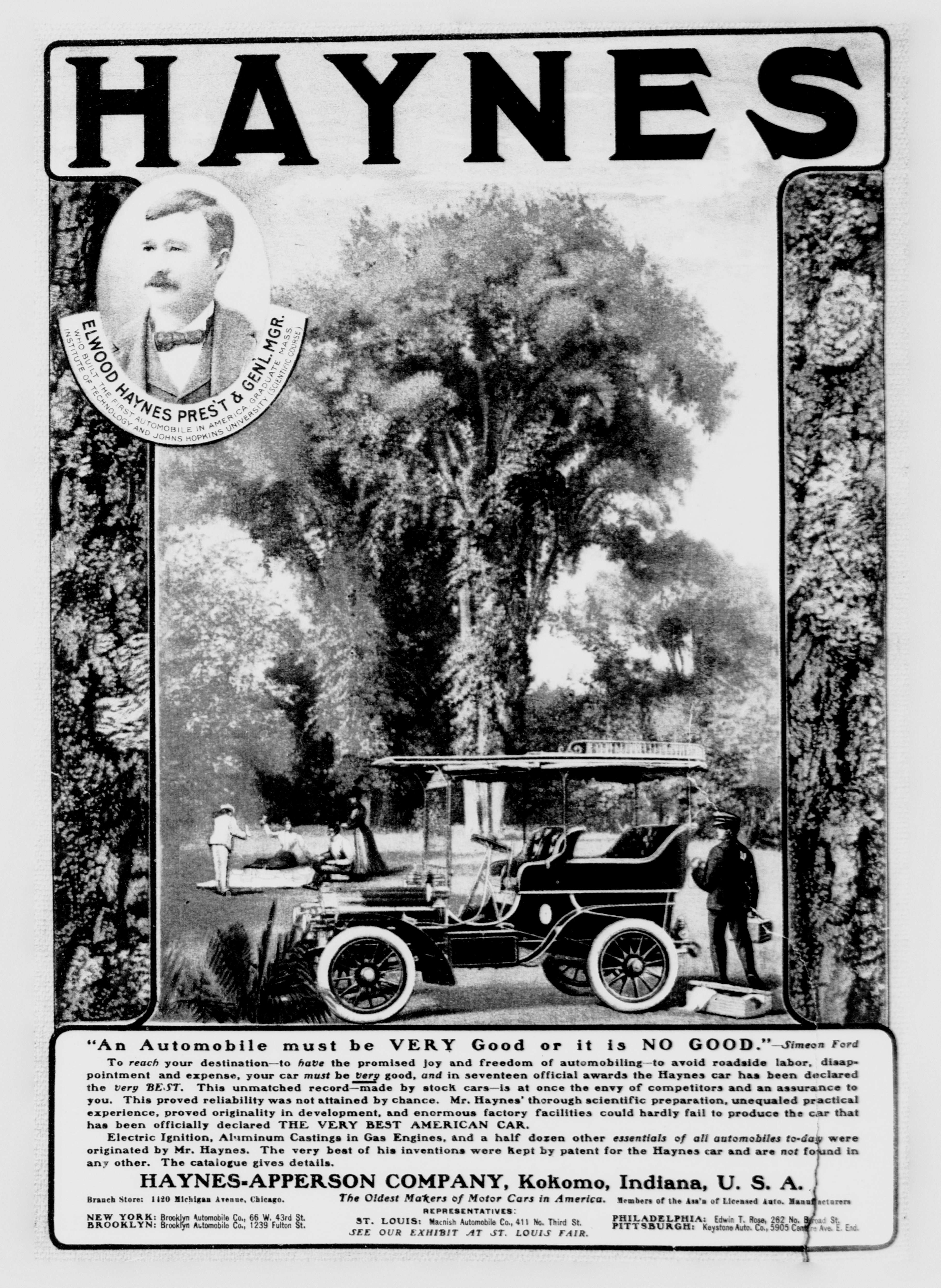
Publicité dans un journal de 1904.

Les automobiles Haynes-Apperson étaient connues pour leur capacité de "course lsur de longues distances". L'entreprise faisait régulièrement participer ses voitures à des courses d'endurance. Une Haynes-Apperson faisait partie des voitures engagées dans la première course automobile en Amérique, la course Chicago Times-Herald de Chicago et Evanston, Illinois en 1895 . Le dernier modèle conçu par la société avait une transmission à trois vitesses et pouvait atteindre 24 mph sur pneumatiques. En 1902, les frères avaient réalisé de gros bénéfices avec l'entreprise et ils ont décidé de se séparer pour créer leurs propres sociétés. La société automobile Apperson a été créée cette année-là et, en 1905, Haynes-Apperson a été rebaptisée Haynes Automobile Company.
La Haynes-Apperson Light Car 1904 était un runabout pouvant accueillir deux passagers, vendu 1 550 $. Le bicylindre plat refroidi par eau monté horizontalement, situé à l'arrière de la voiture, produisait 11 ch (8,2 kW). Une transmission à 3 vitesses était installée et la voiture utilisait un cadre en cornière. Le Tonneau avait un flat-twin similaire de 17 ch (12,7 kW), situé à l'avant de la voiture, et une transmission à trois vitesses a été installée. La voiture au châssis en cornière pesait  2300 livres (1043 kg), cinq places assises et vendue 2 500 $.